# NGC 1033
NGC 1033 је спирална галаксија у сазвежђу Кит која се налази на NGC листи објеката дубоког неба.
Деклинација објекта је - 8° 46' 35" а ректасцензија 2h 40m 16,1s. Привидна величина (магнитуда) објекта NGC 1033 износи 13,8 а фотографска магнитуда 14,5. NGC 1033 је још познат и под ознакама MCG -2-7-53, NPM1G -08.0109, PGC 10108.